# Clematis sarezica
Clematis sarezica är en ranunkelväxtart som beskrevs av S.S. Ikonnikov. Clematis sarezica ingår i släktet klematisar, och familjen ranunkelväxter. Inga underarter finns listade i Catalogue of Life.